# Vlag van Dijkring IJsselmonde

Vlag van Dijkring IJsselmonde

De vlag van Dijkring IJsselmonde is op onbekende datum vastgesteld als de vlag van het waterschap de Dijkring IJsselmonde. De vlag kan als volgt worden beschreven:
Een gele broekhalf met een rode leeuw van 4/5 vlaghoogte, en drie banen aan de vluchthalf van rood, wit en rood.
De vlag toont hetzelfde beeld als het wapen, met de rode Hollandse leeuw en de banen rood, wit en rood van de gemeente Dordrecht.
Vanaf 2005 is de vlag niet langer als de vlag van deze waterschap in gebruik omdat het Dijkring IJsselmonde in het nieuwe waterschap Hollandse Delta op is gegaan.

## Verwante afbeeldingen

Wapen van Dijkring IJsselmonde
Vlag van Zuid-Holland
Vlag van Dordrecht

Aa en Maas · Amstel, Gooi en Vecht · Brabantse Delta · Delfland · De Dommel · Drents Overijsselse Delta · Fryslân · Hollands Noorderkwartier · Hollandse Delta · Hunze en Aa's · Limburg · Noorderzijlvest · Rijn en IJssel · Rijnland · Rivierenland · Scheldestromen · Schieland en de Krimpenerwaard · De Stichtse Rijnlanden · Vallei en Veluwe · Vechtstromen · Zuiderzeeland
Voormalige waterschappen: 
De Aa · De Aarlanden · Alblasserwaard en de Vijfheerenlanden · De Alm · Amelander Grieën · Amstel- en Gooiland · Amstelland · Boarn en Klif · De Bovenvecht · Drentse Aa · Duurswold · Eemszijlvest · Goeree-Overflakkee · Gouwelanden · Groot Maas en Waal · Groot-Haarlemmermeer · Groot-Waterschap van Woerden · Groote Waard · Haarlemmermeerpolder · Hulster Ambacht · IJsselmonde · Krimpenerwaard · Land van Heusden en Altena · Het Lange Rond · Lauwerswâlden · Leidse Rijn · Linge · De Maaskant · Het Maasterras · Mark en Dintel · Marne-Middelsee · Meer en Woude · De Middelsékrite · De Nederwaard · Noord-Beveland · Noord- en Zuid-Beveland · Noord-Limburg · Noord-Veluwe · Noordhollands Noorderkwartier · Noordoostpolder · Noordwoude · Oldambt · Oude IJssel · De Overwaard · De Proosdijlanden · Purmer · Regge en Dinkel · De Runde · Salland · Schermer · Schieland · De Schipbeek · Schouwen-Duiveland · Sevenwolden · De Stellingwerven · Tholen · Tusken Waed en Ie · Uitwaterende Sluizen in Kennemerland en West-Friesland · De Vechtlanden · De Vier Noorder Koggen · Het Vrije van Sluis · De Waadkant · Walcheren · Waterland · De Waterlanden · Westergo's IJsselmeerdijken · Westerkwartier · Westfriesland · Wilck en Wiericke · Wilhelminapolder · Zuiveringschap Limburg